# Gérson Magrão
Pour les articles homonymes, voir Magrão et Alencar.
Gérson Alencar Lima Junior, dit Gérson Magrão, né le 13 mai 1985, est un footballeur brésilien. Il joue au poste de milieu gauche.

## Biographie
Gérson Alencar Lima Junior commence le football dans le club brésilien de Cruzeiro Esporte Clube en 2003 où il côtoie l'équipe professionnelle à l'âge de 18 ans.
Il est rapidement remarqué par des émissaires néerlandais, et rejoint rapidement les Pays-Bas en signant au Feyenoord Rotterdam. Magrão a beaucoup de mal à s'acclimater en Europe et joue seulement sept matchs lors de la première saison. Les deux prochaines saisons sont blanches pour le milieu de terrain brésilien, il joue aucun match en équipe première. Il décide donc de retourner au Brésil.
Il signe dans le grand club Flamengo en janvier 2007, après seulement trois matchs il reste que six mois au club avant d'être prêté dans un club moins huppé le Ipatinga FC en Série B, Gérson réalise une bonne saison et permet à son équipe d'être promue en Série A. Il reste donc dans ce club, mais 6 mois plus tard il décide donc de signer dans son club formateur Cruzeiro Esporte Clube qu'il l'achète pour 725 000 €.
Magrão joue beaucoup plus et devient même un titulaire en puissance du club. Il retente sa chance en Europe où il signe en Ukraine au Dynamo Kiev pour la somme de 2,2 M€.
Le 16 septembre 2009, il découvre la Ligue des champions de l'UEFA 2009-2010 contre le club russe du FK Roubine Kazan (3-1), il marque même un but à la 79e minute.
En 2013-2014, il évolue au Portugal dans le club du Sporting CP mais il ne convainc guère les dirigeants du club qui décident de ne pas le conserver à l'issue de la saison.

## Palmarès
| - Flamengo - Coupe Guanabara - Vainqueur : 2007. - Campeonato Carioca - Vainqueur : 2007. |  | - Cruzeiro Esporte Clube - Campeonato Mineiro - Vainqueur : 2009. |

## Carrière
| Saison    | Club                | Pays         | Championnat        | Coupe nationale | Coupe continentale    | Sélection Brésil |
| --------- | ------------------- | ------------ | ------------------ | --------------- | --------------------- | ---------------- |
| 2004-2005 | Feyenoord Rotterdam | Eredivisie   | 6 matchs           | -               | 1 matchs (C3)         | -                |
| 2005-2006 | Feyenoord Rotterdam | Eredivisie   | -                  | -               | -                     | -                |
| 2006-2007 | Feyenoord Rotterdam | Eredivisie   | -                  | -               | -                     | -                |
| 2007      | Flamengo            | Série A      | 2 matchs           | -               | 1 match (CL)          | -                |
| 2007      | Ipatinga FC         | Série B      | 20 matchs / 8 buts | -               | -                     | -                |
| 2008      | Ipatinga FC         | Série A      | 6 matchs / 1 but   | -               | -                     | -                |
| 2008      | Cruzeiro            | Série A      | 18 matchs / 2 buts | -               | -                     | -                |
| 2009      | Cruzeiro            | Série A      | 10 matchs          | -               | 10 matchs (CL)        | -                |
| 2009-2010 | Dynamo Kiev         | Premier-Liga | 21 matchs / 3 buts | 1 match         | 6 matchs / 1 but (C1) | -                |
| 2010-2011 | Dynamo Kiev         | Premier-Liga | 6 matchs           | 1 match         | 3 matchs (C1)         | -                |
| 2011-2012 | Dynamo Kiev         | Premier-Liga | -                  | -               | -                     | -                |
| 2012      | Santos FC           | Série A      | -                  | -               | -                     | -                |

Dernière mise à jour le 12 décembre 2011